# Arne Andersson (född 1933)
Ej att förväxla med Arne Andersson (konstnär) (1915–1982).
Arne Lennart Andersson, född 27 mars 1933 i Norrköpings Hedvigs församling i Östergötlands län, är en svensk konstnär.
Andersson studerade vid NKI och Hermods samt  bedrev konststudier i Spanien i perioder mellan 1969 och 1974. Hans konst består av landskapsmålningar med djurmotiv, ofta från Svikslandets naturreservat. Han har haft separatutställningar i bland annat Växjö, Karlshamn, Norrköping och Söderköping. 
Andersson målade även konst under pseudonymen Irène Lundqvist och under pseudonymen Jette Hansen målade han barnporträtt; andra pseudonymer var Pelle Berg, Tage Fjällström, Gunnar Engdahl, Olle Ekvall och Karl Lener.